# Friedhofsgärtnerei

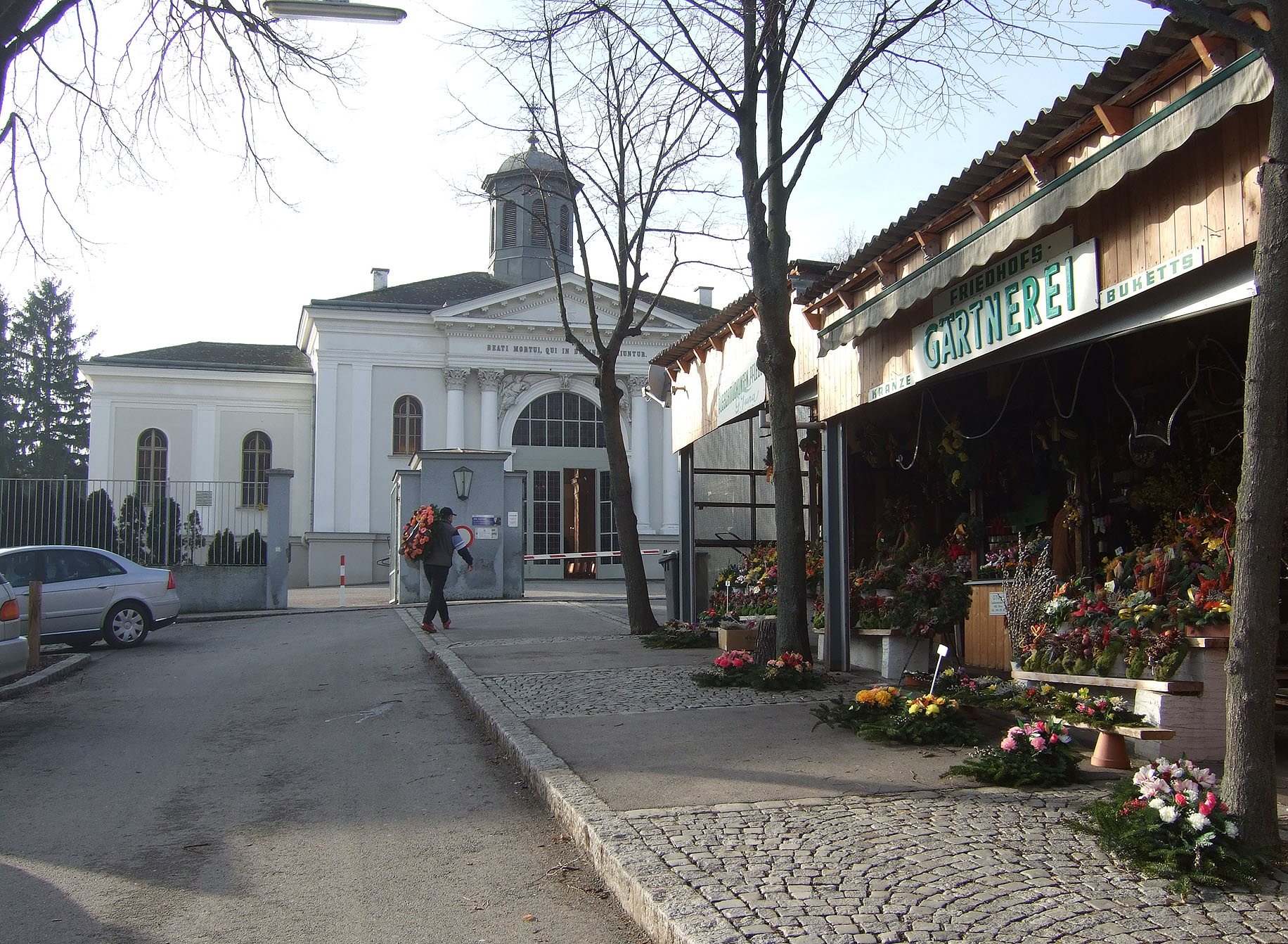
Friedhofsgärtnerei am Eingang des Ottakringer Friedhofs in Wien

Die Friedhofsgärtnerei ist eine Fachsparte des Gartenbaus. Friedhofsgärtnereien sind spezialisiert auf die Anzucht, Vermehrung, Vermarktung, Pflanzung und Pflege von Stauden und Gehölzen für die Grabbepflanzung auf dem Friedhof, sowie auf die Ausführung von allen Dienstleistungen, die im Zusammenhang mit der Betreuung der Grabstellen stehen.

## Geschichte
Der Beruf des Friedhofsgärtners bildete sich um 1850 aus der Personalausstattung der kommunal betriebenen Friedhöfe aus. Der Totengräber begann damals mit der Gestaltung und Bepflanzung der Grabstätten. Im Jahre 2008 beträgt der Umsatz der Branche 1,76 Mrd. Euro. Es gab im Jahr 2009 in Deutschland 2.200 spezialisierte Betriebe, die schwerpunktmäßig friedhofsgärtnerische Dienstleistungen ausführen.

## Tätigkeiten
In der Friedhofsgärtnerei werden Grabanlagen in der Regel per Grabpflegeauftrag bepflanzt und gepflegt. Unterschieden wird hierbei eine Dauerbepflanzung und Wechselbepflanzung der Grabanlage. Weitere Tätigkeiten im Bereich der Friedhofsgärtnerei sind die Beratung von Kunden und der Verkauf von Pflanzen an Friedhofsbesucher.

## Berufsständische Organisation
Die Friedhofsgärtner sind in Deutschland im Bund deutscher Friedhofsgärtner (BdF) im Zentralverband Gartenbau (ZVG) organisiert.
Hauptsächlich mit der Aufgabe, die Gelder aus Grabpflegevorsorgeverträgen zu verwalten und die fachgerechte Ausführung zu überprüfen, gibt es regionale Genossenschaften und Treuhandstellen. Diese übernehmen seit einiger Zeit auf einigen Friedhöfen die Organisation für Gemeinschaftsgrabanlagen in naturnaher Gestaltung.

## Ausbildungsberuf Gärtner, Fachrichtung Friedhofsgärtnerei
Im Friedhofsgartenbau ist eine 2- bis 3-jährige Ausbildung zum Gärtner – Fachrichtung Friedhofsgärtnerei möglich. Weitere berufsqualifizierende Maßnahmen im Friedhofsgartenbau führen zum Gärtnermeister, Gartenbautechniker und zu den akademischen Abschlüssen Diplom-Ingenieur Gartenbau, Bachelor, Diplom-Agraringenieur oder Master.

## Tag des Friedhofs
Der Bund deutscher Friedhofsgärtner veranstaltet bundesweit den Tag des Friedhofs. Initiiert wurde der Tag des Friedhofs von Floristen, Friedhofsgärtnern, Steinmetzen, Bestattungsunternehmen, den Friedhofsverwaltungen und Kommunen. Dieser findet seit 2001 jährlich statt. Der Tag des Friedhofs wird immer am dritten Wochenende im September durchgeführt und findet in rund 45 Städten in Deutschland statt. Die Gestaltung des Tages obliegt den Friedhöfen und Gemeinden.
Das Ziel dieses Tages ist es, den Friedhof in ein anderes Licht zu rücken und ihn als Lebensraum für Flora und Fauna und als Ort der Erholung zu zeigen.
Seit 2014 wird der Tag des Friedhofs auch in mehreren Schweizer Städten begangen.